# Parfinskij rajon
Il Parfinskij rajon (in russo Парфинский район?) è un rajon dell'Oblast' di Novgorod, nella Russia europea; il capoluogo è Parfino. Istituito nel 1968, ricopre una superficie di 1.591,12 chilometri quadrati ed ospita una popolazione di circa 15.000 abitanti.